# Raven Bowens
Raven Bowens (San Diego, 24 marzo 1990) è un'attrice statunitense.
È famosa per il ruolo di Chanel Dupree in Il tempo della nostra vita che interpreta dal 2021.

## Biografia
Bowens nasce a San Diego in California e viene cresciuta da sua madre single. Si diploma alla Canyon Hills High School (allora conosciuta come Serra High School).
Bowens appare per la prima volta nel film horror del 2013 Delivery: The Beast Within. Appare poi come guest star in diverse serie tv Future Man, Henry Danger, All Rise e Insecure. Dal 2021 interpreta Chanel Dupree nella soap opera Il tempo della nostra vita, la ricca figlia di Paulina Price (Jackée Harry) prendendo il posto di Precious Way. Nello stesso anno interpreta sempre Chanel Dupree nel film natalizio Days of Our Lives: A Very Salem Christmas. Nel 2022 interpreta il ruolo ricorrente di Tilly nella serie tv La fantastica signora Maisel.

## Filmografia

### Cinema
- Delivery: The Beast Within (2013)
- Seize (2018)
- Days of Our Lives: A Very Salem Christmas Chanel Dupree (2021)

### Televisione
- The New Edition Story (Two and a Half Men) - miniserie TV, 2 episodi (2017)
- Future Man - serie TV, 1 episodio (2017)
- Henry Danger - serie TV, 1 episodio (2018)
- All Rise - serie TV, 1 episodio (2020)
- Insecure - serie TV, 1 episodio (2020)
- Il tempo della nostra vita - soap opera (2021-in corso)
- La fantastica signora Maisel - serie TV, 4 episodi (2022)

## Doppiatrici italiane
Nelle versioni in italiano delle opere in cui ha recitato, Sarah Levy è stata doppiata da:
- Lucrezia Marricchi in All Rise
- Chaira Oliviero ne La fantastica signora Maisel